# Rotala welwitschii
Rotala welwitschii là một loài thực vật có hoa trong họ Lythraceae. Loài này được Exell miêu tả khoa học đầu tiên năm 1956.